# Friedrich Christoph Oetinger

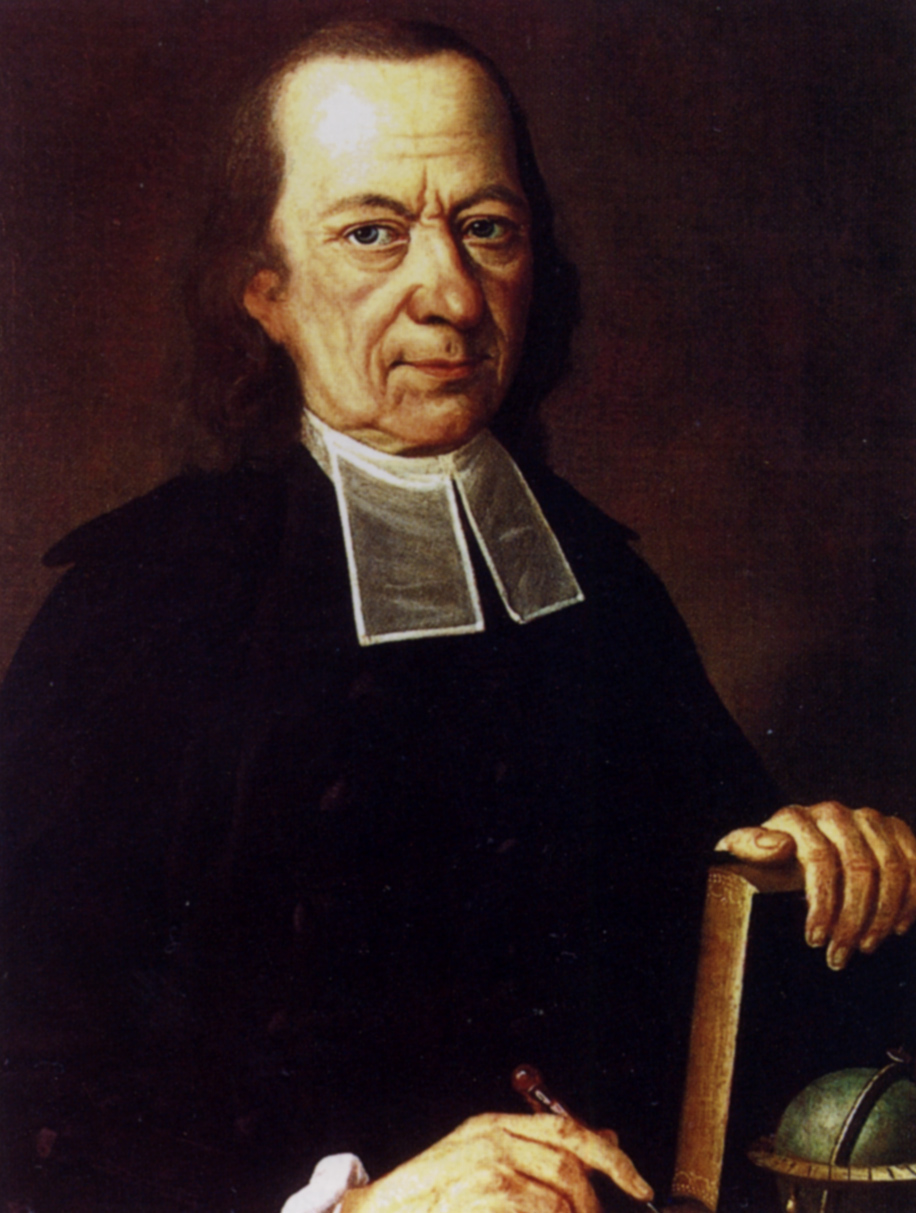
Retrato por Georg Adam Eger, 1775

Friedrich Christoph Oetinger (2 de maio de 1702 – 10 de fevereiro de 1782) foi um teólogo luterano alemão e teósofo.

## Biografia
Oetinger nasceu em Göppingen. Estudou filosofia e teologia luterana na Universidade de Tübingen (1722-1728), e foi impressionado pelas obras de Jakob Böhme, dedicando também atenção a Leibniz e Wolff. Após completar seu curso universitário, Oetinger passou alguns anos viajando. Em 1730, visitou o Conde Zinzendorf em Herrnhut, permanecendo lá alguns meses como professor de hebraico e grego. Durante suas viagens, em sua ávida busca por conhecimento, ele travou conhecimento com místicos e separatistas, cristãos e judeus eruditos, teólogos e médicos igualmente. Os Filadélfianos o influenciaram a aceitar a apocatástase, a crença de que todas as pessoas seriam eventualmente salvas; ele teceu isso em seu sistema teológico, dependendo principalmente de I Coríntios 15 e Efésios 1:9-11.
Após algum atraso, ele foi ordenado ao ministério e ocupou vários pastorados (desde 1738). Enquanto pastor (a partir de 1746) em Walddorf, perto de Tübingen, estudou alquimia e fez muitos experimentos, sendo sua ideia usar seu conhecimento para fins simbólicos. Essas práticas o expuseram aos ataques de pessoas que o compreenderam mal. "Minha religião", ele disse uma vez, "é o paralelismo da Natureza e da Graça".
Oetinger traduziu uma parte da filosofia do céu e da terra de Emanuel Swedenborg e acrescentou suas próprias notas. Em 1760, defendeu a obra de Swedenborg e convidou-o para a Alemanha. Seu tratado Filosofias Terrenas e Celestiais de Swedenborg e outros foi publicado em 1765. Isso e suas traduções de Swedenborg atraíram sobre ele a censura de seus superiores eclesiásticos, mas ele foi protegido pelo Duque de Württemberg e, mais tarde, foi nomeado superintendente das igrejas no distrito de Weinsberg. Posteriormente, ocupou a mesma posição em Herrenberg e, depois, tornou-se prelado em Murrhardt (nomeado em 1765; assumiu o cargo em 1766), onde faleceu.